# ديفيد ريتشارد بويد
ديفيد ريتشارد بويد (بالإنجليزية: David Richard Boyd) هو محامي بيئي وناشط ودبلوماسي كندي، ومقرر الأمم المتحدة الخاص المعني بحقوق الإنسان والبيئة.

## النشاط
أيد اتفاقية اسكازو، و قضية جاكرتا للهواء النظيف، ودعا الدول إلى وقف تمويل البنية التحتية للفحم، وهو من مؤيدي حملة "1Planet1Right#"، وأيد إدانة مقتل ناسيليو ماكاريو، وقدم تقريرًا عن نقص المياه إلى مجلس حقوق الإنسان التابع للأمم المتحدة.

## التعليم
تخرج من جامعة ألبرتا وجامعة تورنتو، وأصبح المدير التنفيذي لشركة إيكوستيس كندا. يُدرس حاليا في جامعة كولومبيا البريطانية.

## الأعمال
- لماذا تعتمد جميع حقوق الإنسان على بيئة صحية، المحادثة، 27 أكتوبر/تشرين الأول 2020
- حقوق الطبيعة (ECW Press ،2017)، ISBN 9781770412392
- البيئة المتفائلة (ECW Press ،2015)، ISBN 9781770907645
- أنظف وأكثر اخضرارًا وصحة: وصفة طبية لقوانين وسياسات بيئية كندية أقوى (UBC Press ،2015)
- ثورة الحقوق البيئية: دراسة عالمية للدساتير وحقوق الإنسان والبيئة (UBC Press ،2012).